# Ectropis vaga
Ectropis vaga là một loài bướm đêm trong họ Geometridae.